# Beautiful Deformity
Beautiful Deformity è il settimo album in studio dalla band j-rock giapponese The Gazette, pubblicato il 23 ottobre 2013 in Giappone.
L'album ha raggiunto la quinta posizione nella Oricon charts.

## Tracce
Testi di Ruki.
1. Malformed Box – 1:27 (musica: Ruki)
2. Inside Beast – 3:49 (musica: Ruki)
3. Until it Burns Out – 3:45 (musica: Ruki)
4. Devouring One Another – 3:29 (musica: Aoi)
5. Fadeless – 4:05 (musica: Ruki)
6. Redo – 3:49 (musica: Kai)
7. Last Heaven – 4:43 (musica: Ruki & Uruha)
8. Loss – 4:07 (musica: Uruha)
9. The Stupid Tiny Insect – 2:59 (musica: Uruha)
10. In Blossom – 3:31 (musica: Aoi)
11. Karasu (鴉; "Crow") – 3:46 (musica: Reita)
12. Kuroku Sunda Sora to Zangai to Katahane (黒く澄んだ空と残骸と片翅; "The Sky that Cleared Out in Black and Ruins and Broken Wings") – 3:58 (musica: Ruki)
13. To Dazzling Darkness – 3:51 (musica: Uruha)
14. Coda – 2:45 (musica: Uruha)